# Carron (rivière)
Pour les articles homonymes, voir Carron.
La rivière Carron est un cours d'eau écossais du Wester Ross, dans les Highlands.

## Géographie
La rivière Carron prend sa source dans la forêt de Ledgowan et recueille de nombreux petits affluents en traversant Carron Bog. Elle se jette ensuite dans le loch Scaven, qu'elle traverse.
À partir d'Achnashellach, son parcours, se dirigeant vers le sud-ouest, est marqué de méandres sur environ 19 kilomètres le long du Glen Carron, un strath (vallée large). La rivière se déverse alors dans le loch Doule (ou Doughaill), qu'elle traverse également. Environ 4 kilomètres après sa sortie du loch Doule, la rivière Carron se jette dans la mer des Hébrides, au niveau du loch Carron, près d'Achintee.

## Écosystème
La rivière Carron était autrefois un lieu de frai important des saumons de l'Océan Atlantique. Après avoir été au bord de l'extinction, l'espèce est à nouveau bien présente dans la rivière, contribuant ainsi à sa biodiversité. Les martins-pêcheurs sont ainsi plus nombreux et le nombre d'aigles pêcheurs a augmenté.